# Смик Олександр Іванович
Смик Олександр Іванович (26 жовтня 1957, с. Грузьке, нині Україна — 18 травня 2022, Тернопіль) — український бард, поет, драматург.
Член національних спілок України: театральних діячів, кобзарів, журналістів, письменників та Всеукраїнської музичної спілки.

## Життєпис

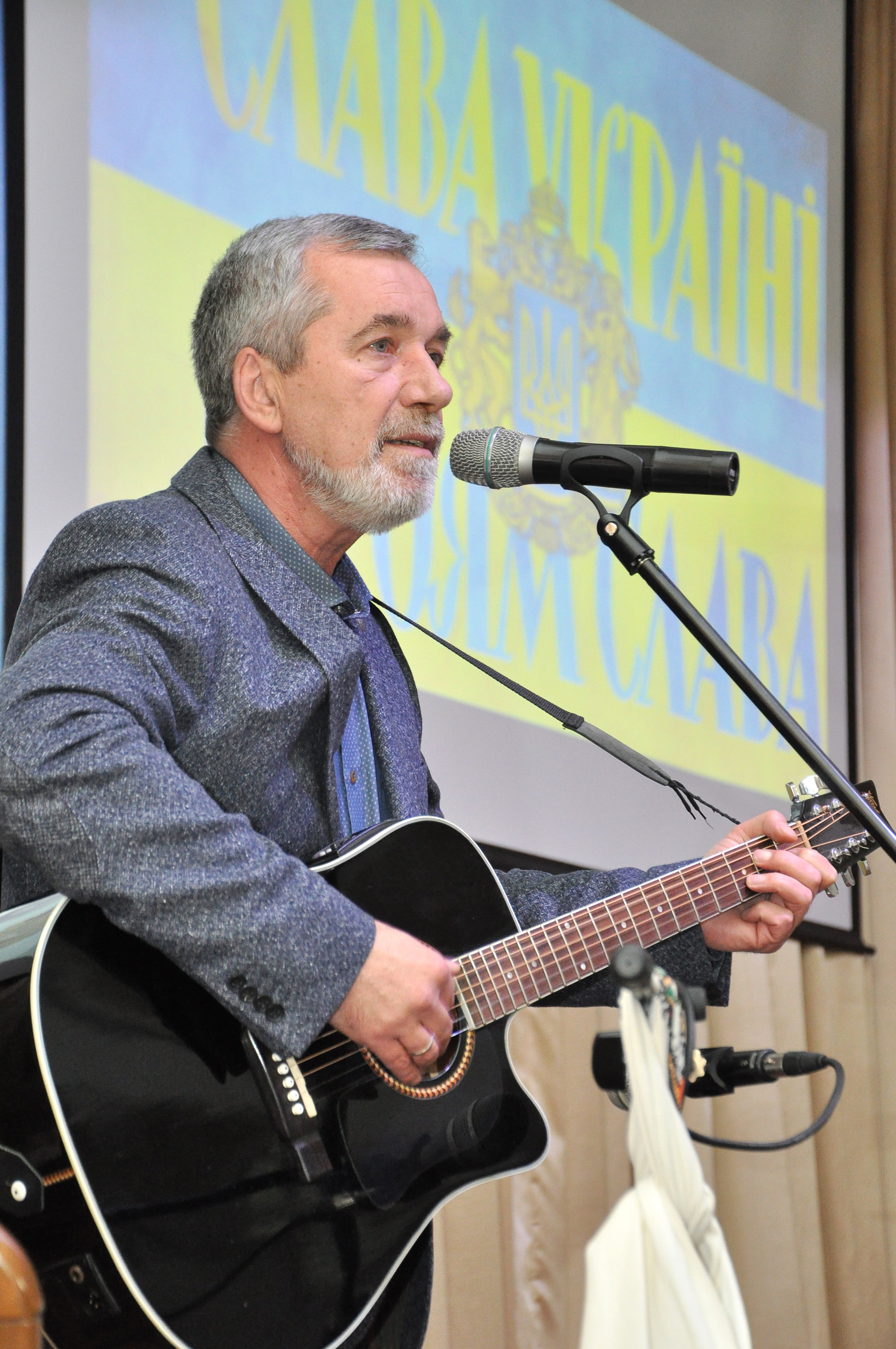
Олександр Смик на церемонії нагородження орденом «За спасіння життя» в ТДМУ (15.03.2016)

Олександр Смик народився 26 жовтня 1957 року в селі Грузькому, нині Кролевецької громади Конотопського району Сумської области України.
Закінчив педагогічний факультет Рівненського державного педагогічного інституту (1977, нині державний гуманітарний університет), Київський університет імені Тараса Шевченка (1983).
Організатор першого приватного Будинку творчості «Потік Ірва» м. Кременець (2004).
Автор ідеї та куратор втілення проекту бібліотеки-музею «Літературне Тернопілля» (2012).
Начальник управління культури і мистецтв тернопільської міської ради (2010—2014).
Заступник міського голови Тернополя з гуманітарних питань (від жовтня 2014 по листопад 2015)
Від липня 2015 р. — голова обласної організації НСПУ.
Начальник управління культури і мистецтв Тернопільської міської ради (2015—2020)
Жив і працював у м. Тернополі і м. Кременці.
Помер 18 травня 2022 року в Тернополі, де похований 20 травня на Микулинецькому цвинтарі.

## Творчість

### Фестивалі
Автор концептуальних розробок музичних фестивалів:
- «Тарас Бульба»
- «Вивих»
- «Повстанські ночі»
- «Лаба»
- «Золоте підпілля»
- «Зелений цвіт — цвіт надії»
- «Кобзарські сезони Волині»
- «Я там, де є благословення»

### Поетичні збірки
- «Пісенька-і-кара» (1989)
- «Два тіла… Дві душі…» (1993)
- «Тяжіння скутої ріки» (1995)
- «Мечений» (1996)
- «Солов'їний конгрес» (1997)
- «Штормує Всесвіт» (1997)
- «Хрести і перехрестя» (1999)
- «До тієї гідної любові» (2002)
- «Кохаю і ненавиджу» (2003)
- «Отакі ми є» — репертуарний збірник для бандури (2004)
- «Не мовчи, щоб продовжити вік» — нотний збірник, романси (2004)
- «Україна провінційна» (2004)
- «Версії» — презентація рукописної книги (2004)
- «Волинські відомості» — літературно-краєзнавчий часопис (2004)
- «Я там, де є благословення…» (Кременець, 2005)
- «Маленька Батьківщина» — газета, (2005)
- «Два тіла… дві душі…» — словацькою мовою (Словаччина, 2005)
- «Коли розтупається небо» (2006)
- «В обіймах наготи» — поезо-фотоальбом, англомовна версія О. Харват (2010)
- «Україна в мені» (2010)
- «В любові переможених немає» (2010)
- «До неба і вище» (2012)
- «Карамельки світу» (2015)
- «Для Бога все вчасно» (2017)

- «Неоголошена ВІЙНА» /Гротеск, пісенна історія Новітньої України/ (2019)
- «Пам"ять Води» (2021)

### Фонотека
- «Налейка-ка соточку» (1998)
- «Два тіла… Дві душі…» (2000)
- «Понапрасну Вас не беспокоя…» (2001)
- «Червоне… Чорне… Біле…» (2001)
- «Діагноз — Україна» (2003)
- «Третій тост» (2003)
- «Волинь» (2003)
- «Отакі ми є» (2004)
- «Час для правди юродивих» (2004)
- «Волинські Афіни» (2005)
- «Зцілення коханням» (2005)
- «Параноєвий ковчег» (2005)
- «Мама поспішає на побачення» (2006)
- «Україною з наплічником» (2007)
- "Франкінштейн у вишиванці (2007)
- «Всеношна для душі» (2007)
- «В любові переможених немає» (2007)
- «Провінційна пані» (2008)
- «Червона смужка» (2008)
- «Неоголошена війна» (2008)
- «Галицький формат» (2009)
- «Відлуння криївки» (2010)
- «Вир» (2012)
- «Межа» (2013)
- «Порохи на сонці» (2015)
- «Сніги…Сніги…» (2016, до 100-річчя бою на горі Лисоня)

### Фільмографія
- пісня "Сніги, сніги" стала саундтреком до фільму "Орест" (2017) з циклу реж. М.Яремчук "Жива УПА"[6]
- пісня "Мить" виконується у спільному українсько-молдавському фільмі "Закоханий в гори" (2020) (реж. Б.Голич, С.Шелест)[7]
- пісня "Пане підпоручнику" стала саундтреком до фільму "Марія" (2021) з циклу реж. М.Яремчук "Жива УПА"[8]

## Відзнаки
Лауреат премій
- «Визнання Краківської конфратерні поетів» (1995)
- імені Василя Стуса (2008)
- імені Братів Лепких (2009)
- імені Володимира Гнатюка — за вагомий внесок у розвиток етнографії та музейної справи (2011)
- відзнака Тернопільської міської ради I ступеня (2011)

Пам'ятна відзнака «Гурби 1944—2009»

- Пам'ятна відзнака «Гурби 1944—2009»Пам'ятна відзнака «Гурби 1944—2009» — за особистий внесок у розбудову Пантеону Гурби (2016) [джерело?]Бій під Гурбами

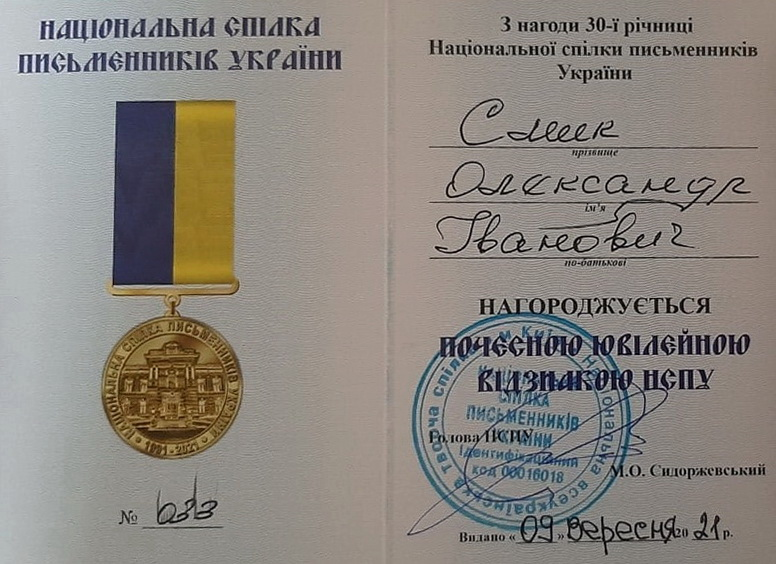
Почесна ювілейна відзнака НСПУ

- Почесна ювілейна відзнака НСПУПочесна ювілейна відзнака НСПУ з нагоди 30-ї річниці Національна спілка письменників України (2021)
- Почесний громадянин Тернопільської області (2024, посмертно)[9]
- Почесний громадянин міста Тернополя (12 серпня 2024, посмертно) — за вагомий особистий вклад у становлення української державності, вагомий внесок у громадське життя міста та заслуги перед містом[10].

## Звання
- Заслужений діяч мистецтв України (1 грудня 2018) — з нагоди 27-ї річниці підтвердження всеукраїнським референдумом Акта проголошення незалежності України 1 грудня 1991 року[11]

## Вшанування
У 2020 році на Алеї зірок у Тернополі встановлена зірка Олександру Смику